# Giacomo Gaglione
Giacomo Gaglione,	né le 20 juillet 1896 à Marcianise et mort le 28 mai 1962 à Capodrise, est un laïc et militant catholique italien, membre du Tiers-ordre franciscain, fondateur de la Confrérie de l'apostolat et de la souffrance. L'Église catholique l'a déclaré vénérable.

## Biographie
Giacomo Gaglione est né à Marcianise, dans la province de Caserte, d'une famille riche. Il est l'aîné de dix enfants. Il s'est inscrit à l'école secondaire à Caserte, à suivre la profession d'avocat de son père. En juin de 1912 alors qu'il se préparait à passer l'examen pour la licence, il ressentit les premiers symptômes de la maladie qui a conduit, entre autres choses, de ne pas être capable de marcher, a été diagnostiqué avec polyarthrite rhumatoïde déformante (spondylarthrite ankylosante ou maladie de Bechterew - Pierre Marie - Strümpell). Inutiles les différents traitements pour lesquels il subit : boue bouillante, la chirurgie, la traction orthopédique. 
En 1919, il est allé à la rencontre de Padre Pio avec l'espoir d'obtenir un remède, mais au contraire cette réunion l'a amené à accepter sa maladie comme mission chrétienne. Padre Pio le prendra comme son fils spirituel, et continuera de le guider et d'aider avec le don de l'ubiquité.  
En janvier 1921, il a été examiné par un médecin, qui deviendra plus tard saint Giuseppe Moscati et en août de la même année, il a rejoint l'Ordre Franciscain Séculier, ce qui rend la profession l'année suivante, en prenant le nom de François, dans la vénération de François d'Assise.
En août 1929, après 17 années d'immobilité, il entame le premier de ses neuf pèlerinages à Lourdes, une expérience qui est devenue son premier livre : Le Pèlerinage de l'âme. Là, il fonde L'Apostolat de la souffrance, une « fraternité spirituelle » conçue pour convaincre les malades « qu'ils sont les bien-aimés du Seigneur ». L'organisation est soutenue par l'évêque de Caserte, Moriondo Gabriel. Giacomo Gaglione est reçu par  Pie XI, qui le fait chevalier "Pro Ecclesia et Pontifice", et en novembre 1944, le nomme commandeur à l'Ordre de Saint-Sylvestre. Depuis 1952, l'Apostolat eu son journal: Les hôtes sur le monde. À cette époque, il sort son second livre : Dans le miroir de mon âme.
Le 20 octobre, 1961 son dernier livre est publié : "50 ans de croix pour être capable de sourire".
Il meurt le 28 mai 1962 à Capodrise. Son enterrement est suivi par une foule venue de toute l'Italie. En 1965, par la volonté des autorités ecclésiastiques, ses restes sont transférés à l'église paroissiale Saint-André de Capodrise.

## Béatification et canonisation
- 1968 : ouverture de la cause en béatification et canonisation.
- 3 avril 2009 : le pape Benoît XVI lui attribue le titre de vénérable.